# Jesse Gray
Jesse Gray (né le 14 mai 1923 à Bâton-Rouge et mort le 2 janvier 1988 dans le Bronx) était un activiste qui a lutté en faveur des droits civiques des populations afro-américaines. Ses revendications se manifestèrent dans le quartier de Harlem à New York, notamment par une “grève des loyers”. En effet, en 1959, il incita l'assemblée des locataires de Harlem (Harlem Tenants Council) à se mettre en grève contre les propriétaires qui les exploitaient, et notamment contre l'infestations par les rats. Il fut donc un acteur important de la Renaissance de Harlem.